# Aina Moll Marquès
Aina Macio Marquès (Ciutadella, 1 de Dezembro de 1930 - 9 de fevereiro de 2019) foi uma filóloga menorquina, filha mais velha de Francesc de Borja Macio, com quem colaborou nos dois últimos volumes do Dicionário catalão-valenciano-balear.
Em 1953 licenciou-se em filologia românica pela Universidade de Barcelona, ampliando depois os seus estudos em Paris, Estrasburgo e Zurique. Entre 1954 e 1961 foi directora da Biblioteca Raixa. É membro do Grupo Catalão de Sociolinguística, tendo sido também membro da primeira Comissão de Transferências Sido-Conselho Geral Interinsular das Baleares. Foi directora geral de Política Linguística da Generalidade da Catalunha de 1980 a 1988. Entre 1995 e 1996 foi assessora linguística da governação balear, sendo desde 1993 membro numerário do IEC. A 8 de Maio de 2012 foi investida doutora honoris causa pela Universidade Aberta de Cataluña (UOC).

## Galardões
- 1988: Cruz de Santo Jordi da Generalitat de Cataluña.
- 1997: Prêmio Ramon Llull do Governo das Ilhas Baleares.
- 2012: Doutora honoris causa pela UOC.[2]
- 2015: Medalha de Ouro do Conselho de Maiorca[3]

## Obras
- La nostra llengua (1990)
- Francesc de B. Moll: la fidelitat tossuda (2004).